# Self-denying Ordinance

Dans l'histoire de l'Angleterre, la Self-denying Ordinance est une loi présentée au Parlement de l'Angleterre par Henry Vane le jeune. Elle visait à empêcher que les membres du Parlement ne cumulent des positions de commandement dans les forces d'armée ou de marine parlementaires pendant la Première Révolution anglaise.
La Chambre des communes britannique l'adopta le 19 décembre 1644 et la Chambre des lords, le 3 avril 1645.